# 1614
1614. је била проста година.

## Догађаји

### Непознати датуми
- Патријарх српски Пајсије I, познат и као Пајсије Јањевац је изабран за архиепископа пећког и патријарха српског (1614—1647.).